# 拉斐爾·格魯克斯曼
拉斐尔·格卢克斯曼（法語：Raphaël Glucksmann，法語發音：[ʁafaɛl ɡlyksman]；1979年10月15日—），法國電影導演、記者、欧洲议会议员，公共廣場共同創辦人。
2021年3月，因中华人民共和国驻法国大使卢沙野谩骂法国学者，格鲁克斯曼回击称“如果我们的政府领导人还有尊严和国家意识，应立刻传召中国大使，然后跟他严正解释‘如果您再继续撒野，就马上回中国’；在某些时刻，再也不能视而不见，必须挺直脖子。”3月22日，中华人民共和国外交部宣布，对格鲁克斯曼等10名人员和4个实体实施制裁。
2025年3月16日公共廣場大會，格鲁克斯曼批評，如果美國已經不認同自由民主，美國可以把自由女神像還給法國，「我們（法國）送你們的禮物，顯然你們很不屑」。3月17日，白宮發言人卡羅琳·萊維特回批，美國絕對不會把自由女神像還給法國；同時再批，格鲁克斯曼是「低級」（low-level）政治人物，法國人拜美國之賜而不用講德語，法國人應該對美國心存感謝。